# Festa della Madonna della Provvidenza a Zafferana Etnea
La festa della Madonna della Provvidenza si svolge a Zafferana Etnea, in provincia di Catania.

## Storia
Fino al 1747 la festa in onore della patrona si svolgeva in forma esclusivamente liturgica, all'interno della chiesa intitolata alla Madonna, in cui si venerava un quadro raffigurante la titolare insieme a san Francesco di Paola. Nel 1746 i fedeli acquistarono una statua e ottennero  dal vescovo di poter effettuare una processione per le vie del piccolo borgo, la seconda domenica di ottobre, che venne anticipata alla terza domenica di settembre a partire dal 1752.
Il culto e la devozione nei confronti della Madonna della Provvidenza divennero più ferventi quando, nel 1792, la statua portata in processione dinanzi al fronte lavico avrebbe miracolosamente arrestato l'avanzare del fuoco. Nel 1861, sul luogo del miracoloso evento del 1792, i fedeli eressero un monumentale altare, che custodisce ancor oggi la statua originaria. Una nuova statua in legno ottocentesca venne realizzata per essere portata in processione e i festeggiamenti vennero spostati alla seconda domenica di agosto per permettere il ritorno degli emigrati in occasione della festa patronale. La statua viene durante l'anno custodita all'interno di una nicchia chiusa da una porta lignea riccamente intagliata e raffigurante effigi mariane.

## Festeggiamenti

### Il sabato
Il sabato precedente la seconda domenica di agosto si svolge l'"entrata delle bande", a cui partecipano complessi bandistici provenienti da diverse località siciliane e di fuori la Sicilia. Dopo la messa serale, un corteo a cui partecipano le autorità civili e religiose della cittadina, raggiunge in processione l'altare monumentale della Madonna, presso cui il parroco rievoca l'arresto ritenuto miracolo della lava nel 1792. Al ritorno in chiesa, si svolge il rito della svelata del simulacro, che lentamente viene fatto salire da dietro l'altare maggiore, restando collocato in alto. Segue l'omaggio floreale.

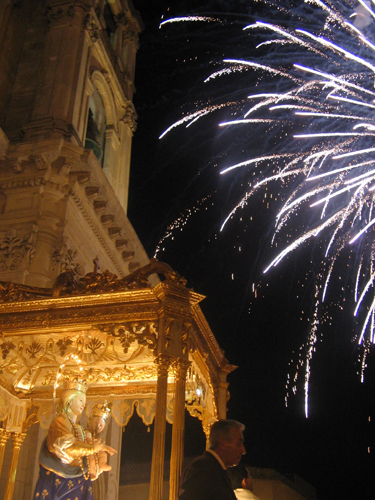
L'uscita dalla Chiesa Madre

### La domenica
La domenica è il giorno della festa liturgica della Madonna della Provvidenza, celebrata con un solenne pontificale presso l'Anfiteatro Comunale.

### Il lunedì
Nella serata del lunedì viene celebrata una messa sul sagrato della Chiesa Madre, quindi il simulacro viene portato in processione fuori dal portale maggiore della chiesa su un fercolo ligneo (a vara). La processione, accompagnata dal suono delle campane, musiche della banda e fuochi d'artificio si svolge lungo le vie della città, con una durata di quattro ore, toccando anche i quartieri periferici. Al rientro, un ultimo spettacolo pirotecnico conclude i festeggiamenti, e la statua viene riportata all'interno della chiesa.